# Conotrachelus pectoralis
Conotrachelus pectoralis – gatunek chrząszcza z rodziny ryjkowcowatych.

## Zasięg występowania
Ameryka Południowa, występuje w Boliwii oraz Brazylii.

## Budowa ciała
Przednia krawędź pokryw znacznie szersza od przedplecza, pofalowana; boczne krawędzie zbiegają się w kształcie litery "V". Na ich powierzchni wysokie, podłużne garbki, oraz podłużne punktowanie w przedniej części. Przedplecze silnie wydłużone, z przodu słabo zwężone.